# Ignacio Fernández
Ignacio Martín "Nacho" Fernández (Castelli, 12 de janeiro de 1990) é um futebolista argentino que atua como meio-campista. Atualmente joga no River Plate.

## Carreira

### Início
Nascido em Castelli, na província de Buenos Aires, Fernández teve seu início no Club Atlético y Social Dudignac. Aos 13 anos de idade, se juntou às categorias de base do Gimnasia y Esgrima. Fez sua estreia profissional pelo Lobo em 2 de outubro de 2010, na derrota por 4 a 2 para o Argentinos Juniors, pelo Campeonato Argentino.
Em 2011, Nacho foi emprestado por um ano ao Temperley para a disputa da terceira divisão nacional. Se destacou individualmente com dez gols e nove assistências durante a temporada.
Em 2012, Fernández retornou ao Gimnasia, então recém-rebaixado à segunda divisão. De imediato o meia assumiu a titularidade na equipe, contribuindo com três gols e oito assistências ao retorno do clube à elite. Em 17 de agosto de 2013, marcou seu primeiro gol na primeira divisão, fechando o placar da vitória por 3 a 1 sobre o Rosario Central.
Fernández foi o principal artilheiro do Gimnasia na temporada de 2015, com nove gols.

### River Plate
Em 7 de janeiro de 2016, foi acertada a transferência de Fernández ao River Plate. Os Millonarios pagaram 2,1 milhões de dólares por 70% de seu passe, firmando um contrato de quatro anos e meio. Estreou em 24 de janeiro, em um Superclássico de pré-temporada vencido pelo River por 1 a 0. Ao longo de 2016, se estabeleceu na equipe titular do técnico Marcelo Gallardo, formando um quarteto de meio-campo com Leonardo Ponzio, Andrés D'Alessandro e Pity Martínez. Em agosto, foi titular nas duas partidas da Recopa Sul-Americana, o primeiro título oficial de sua carreira. Em dezembro, veio a conquista da Copa Argentina de 2015–16.
Em 9 de dezembro de 2017, Nacho marcou o gol de desempate na final da Copa da Argentina, vencida por 2 a 1 pelo River frente ao Atlético Tucumán.
Fernández atuou em 12 das 14 partidas da campanha do River na Copa Libertadores de 2018, incluindo os jogos da final contra o Boca Juniors. Na partida de volta, em 9 de dezembro, ele deu a assistência para o gol de empate marcado por Lucas Pratto; na prorrogação, o River marcou dois gols e conquistou o título, na ocasião que ficou marcada como a primeira vez em que um Superclássico foi disputado em uma final continental.
Em 2019, Fernández recebeu a camisa 10 dos Millonarios. Em 30 de maio, ele abriu o placar na partida de volta da Recopa Sul-Americana de 2019, vencida sobre o Athletico Paranaense por 3 a 1 no placar agregado. Em 13 de dezembro, ele marcou o segundo gol na final da Copa Argentina de 2018–19, vencida por 3 a 0 ante o Central Córdoba.

### Atlético Mineiro
Em 16 de fevereiro de 2021, um dos agentes de Fernández, Daniel González, anunciou que havia-se chegado a um acerto pela sua transferência para o Atlético Mineiro. Quatro dias depois, o clube confirmou a sua contratação, em acordo válido até dezembro de 2023. O valor do negócio foi estimado em 6 milhões de dólares por 70% de seus direitos federativos, tornando-o uma das três maiores compras da história do clube ao lado das de Yimmi Chará e Matías Zaracho.
Em sua estreia, em 19 de março, contra o Coimbra, pelo Campeonato Mineiro, Fernández abriu o placar com um cabeceio, deu a assistência para o segundo gol, marcado por Igor Rabello após cobrança de escanteio, e sofreu um pênalti que foi convertido por Hulk e que fechou o placar da vitória por 3 a 0.
Fernández se manteve como um dos destaques do time por boa parte da temporada, atuando como um 10 às costas do centroavante Hulk; suas atuações na vitoriosa campanha estadual o renderam uma nomeação na seleção do campeonato, eleita pela TV Globo Minas. Em 2 de julho, marcou dois gols na vitória por 4 a 1 sobre o Atlético Goianiense, pelo Campeonato Brasileiro. Em 14 de outubro, teve participação direta nos três gols da vitória por 3 a 1 sobre o Santos, também pela liga nacional, marcando o doblete e anotando uma assistência para Nathan Silva.
Na reta final do Brasileirão e da Copa do Brasil, após enfrentar uma série de problemas musculares somada à firmação de Diego Costa na equipe, Fernández perdeu espaço no time titular, passando a ser utilizado principalmente no decorrer das partidas. Apesar disto, sua participação geral na temporada da tríplice coroa atleticana, com 10 gols e 11 assistências em 52 jogos, o rendeu nomeações na Seleção do Campeonato Brasileiro e no prêmio Bola de Prata.
Em 28 de setembro de 2022, o Atlético-MG entregou uma camisa especial e placa comemorativa para Nacho Fernández já que ele fez 100 jogos com a camisa do Galo. A marca foi alcançada em jogo válido pelo Brasileirão contra o Palmeiras.
Nacho encerrou sua  passagem no Atlético no final de 2022. Com 19 gols e 21 assistências em 109 jogos, Nacho esteve presente na temporada mais vitoriosa da história do Galo (2021), que terminou com títulos do Campeonato Mineiro, do Campeonato Brasileiro e da Copa do Brasil. Em 2022, voltou a conquistar o Estadual e levou a Supercopa do Brasil.

### Retorno ao River Plate
O River Plate anunciou em 21 de dezembro de 2022, a contratação de Nacho Fernández, de 32 anos, ele assinou contrato com o River até dezembro de 2025.

## Seleção Argentina
Fernández recebeu sua primeira convocação para a Seleção Argentina em maio de 2017, por parte do técnico Jorge Sampaoli. Fez sua estreia em um amistoso contra Singapura em 13 de junho, entrando aos 25 minutos do segundo tempo e anotando uma assistência para o gol de Ángel Di María, que decretou a vitória por 6 a 0.

## Estatísticas
Atualizadas até 11 de agosto de 2022

### Clubes
| Clube              | Temporada         | Campeonato nacional | Campeonato nacional | Campeonato nacional | Copa nacional[a] | Copa nacional[a] | Copa nacional[a] | Competições internacionais[b] | Competições internacionais[b] | Competições internacionais[b] | Outros torneios[c] | Outros torneios[c] | Outros torneios[c] | Total | Total | Total   |
| Clube              | Temporada         | Jogos               | Gols                | Assist.             | Jogos            | Gols             | Assist.          | Jogos                         | Gols                          | Assist.                       | Jogos              | Gols               | Assist.            | Jogos | Gols  | Assist. |
| ------------------ | ----------------- | ------------------- | ------------------- | ------------------- | ---------------- | ---------------- | ---------------- | ----------------------------- | ----------------------------- | ----------------------------- | ------------------ | ------------------ | ------------------ | ----- | ----- | ------- |
| Gimnasia y Esgrima | 2010–11           | 1                   | 0                   | 0                   | —                | —                | —                | —                             | —                             | —                             | —                  | —                  | —                  | 1     | 0     | 0       |
| Gimnasia y Esgrima | 2012–13           | 32                  | 3                   | 8                   | 1                | 1                | 0                | —                             | —                             | —                             | —                  | —                  | —                  | 33    | 4     | 8       |
| Gimnasia y Esgrima | 2013–14           | 28                  | 2                   | 3                   | 1                | 0                | 0                | —                             | —                             | —                             | —                  | —                  | —                  | 29    | 2     | 3       |
| Gimnasia y Esgrima | 2014              | 17                  | 2                   | 3                   | 0                | 0                | 0                | 2                             | 0                             | 0                             | —                  | —                  | —                  | 19    | 2     | 3       |
| Gimnasia y Esgrima | 2015              | 31                  | 9                   | 5                   | 3                | 0                | 0                | —                             | —                             | —                             | —                  | —                  | —                  | 34    | 9     | 5       |
| Gimnasia y Esgrima | Total             | 109                 | 16                  | 19                  | 5                | 1                | 0                | 2                             | 0                             | 0                             | —                  | —                  | —                  | 116   | 17    | 19      |
| Temperley          | 2011–12           | 29                  | 9                   | 9                   | 1                | 1                | 0                | —                             | —                             | —                             | —                  | —                  | —                  | 30    | 10    | 9       |
| Temperley          | Total             | 29                  | 9                   | 9                   | 1                | 1                | 0                | —                             | —                             | —                             | —                  | —                  | —                  | 30    | 10    | 9       |
| River Plate        | 2016              | 10                  | 0                   | 1                   | —                | —                | —                | 6                             | 2                             | 0                             | —                  | —                  | —                  | 16    | 2     | 1       |
| River Plate        | 2016–17           | 26                  | 0                   | 2                   | 6                | 2                | 1                | 7                             | 2                             | 2                             | —                  | —                  | —                  | 39    | 4     | 5       |
| River Plate        | 2017–18           | 21                  | 1                   | 1                   | 6                | 4                | 2                | 11                            | 1                             | 1                             | —                  | —                  | —                  | 38    | 6     | 4       |
| River Plate        | 2018–19           | 19                  | 2                   | 0                   | 10               | 2                | 2                | 17                            | 2                             | 4                             | —                  | —                  | —                  | 46    | 6     | 6       |
| River Plate        | 2019–20           | 18                  | 5                   | 3                   | 5                | 1                | 2                | 12                            | 5                             | 4                             | —                  | —                  | —                  | 35    | 11    | 9       |
| River Plate        | 2020              | —                   | —                   | —                   | 7                | 2                | 2                | 4                             | 0                             | 0                             | —                  | —                  | —                  | 11    | 2     | 2       |
| River Plate        | Total             | 94                  | 8                   | 7                   | 34               | 11               | 9                | 57                            | 12                            | 11                            | —                  | —                  | —                  | 185   | 31    | 27      |
| Atlético Mineiro   | 2021              | 26                  | 5                   | 5                   | 9                | 1                | 2                | 10                            | 1                             | 2                             | 7                  | 3                  | 2                  | 52    | 10    | 11      |
| Atlético Mineiro   | 2022              | 34                  | 4                   | 4                   | 3                | 1                | 0                | 10                            | 2                             | 1                             | 10                 | 2                  | 4                  | 57    | 9     | 9       |
| Atlético Mineiro   | Total             | 60                  | 8                   | 9                   | 12               | 2                | 2                | 20                            | 3                             | 3                             | 17                 | 5                  | 6                  | 109   | 20    | 20      |
| Total na carreira  | Total na carreira | 292                 | 42                  | 44                  | 52               | 15               | 11               | 79                            | 15                            | 14                            | 17                 | 5                  | 6                  | 440   | 78    | 75      |

- a. ^ Jogos de Copa Argentina, Supercopa Argentina, Copa da Superliga Argentina e Copa Diego Armando Maradona, Copa do Brasil e Supercopa do Brasil
- b. ^ Jogos de Copa Libertadores, Copa Sul-Americana, Recopa Sul-Americana e Mundial de Clubes da FIFA
- c. ^ Jogos de Campeonato Mineiro

### Seleção Argentina
Abaixo estão listados todos jogos, gols e assistências do futebolista pela Seleção Argentina. Abaixo da tabela, clique em expandir para ver a lista detalhada dos jogos de acordo com a categoria selecionada.
Seleção principal
| Ano   |       |      |         |       |
| Ano   | Jogos | Gols | Assist. | Média |
| ----- | ----- | ---- | ------- | ----- |
| 2017  | 1     | 0    | 1       | 0     |
| Total | 1     | 0    | 1       | 0     |

|    | Data                | Local                        | Resultado | Adversário | Gols | Assist. | Competição |
| -- | ------------------- | ---------------------------- | --------- | ---------- | ---- | ------- | ---------- |
| 1. | 13 de junho de 2017 | Nacional, Kallang, Singapura | 6–0       | Singapura  | 0    | 1       | Amistoso   |

## Títulos
River Plate
- Copa Argentina: 2015–16, 2016–17 e 2018–19
- Recopa Sul-Americana: 2016 e 2019
- Supercopa Argentina: 2017, 2019 e 2023
- Copa Libertadores da América: 2018
- Campeonato Argentino: 2023
- Trofeo de Campeones: 2023

Atlético Mineiro
- Campeonato Mineiro: 2021 e 2022
- Campeonato Brasileiro: 2021
- Copa do Brasil: 2021
- Supercopa do Brasil: 2022

### Líder de assistências
- Copa da Liga Argentina de 2024: (6 assistências)

### Prêmios individuais
- Seleção ideal da Copa Argentina: 2015–16, 2016–17 e 2018–19
- Seleção ideal da América do Sul pelo jornal El País: 2019 e 2020[29]
- Prêmio Rei da América - El País: 2020 (2° lugar)
- Seleção do Campeonato Mineiro (TV Globo Minas): 2021
- Seleção do Troféu Guará 2021[30]
- Bola de Prata: 2021
- Seleção do Campeonato Brasileiro: 2021
- Seleção do Ano da Conmebol pela IFFHS: 2021[31]